# Aeroportul Nkolo Fuma
Aeroportul Nkolo Fuma (IATA: NKL, ICAO: FZAR) este un aeroport din Provincia Kongo Central, Republica Democratică Congo ce deservește zona Kolo Fuma⁠(d).
Situat la o altitudine de 450 m, aeroportul dispune de o singură pistă.